# 読売サッカークラブ・ジュニオール
読売サッカークラブ・ジュニオール(よみうりサッカークラブ ジュニオール)は、かつて 日本サッカーリーグ2部（JSL）などに在籍したサッカークラブ。読売サッカークラブ（現・東京ヴェルディ）の第1種登録（男性青年チーム=社会人・学生を対象とした部門）のクラブである。通称、読売ジュニオール。

## 概要
1969年の結成当初から読売クラブは、ヨーロッパや南米の主要サッカークラブを模範にとって下部育成組織を段階を追って整備を進めてきた。この読売ジュニオール（読売ジュニア）も、プロ野球のファームと同じように、トップチームでの出場機会の少ない若手選手に経験を積ませる事を目的として結成された経緯がある。
東京都サッカー協会に読売ジュニオール単独でクラブを加盟をさせており、東京都社会人リーグ、関東サッカーリーグにも参加した。
1990年にJSL2部に昇格。当時、クラブユース界で圧倒的な強さを誇った読売ユース出身の選手が多く在籍し、昇格初年度は6位と健闘した。しかし1992年のJリーグ発足に伴う組織の再編により、この年限りで解散。残された選手達はヴェルディ川崎の選手として登録しサテライトチームを中心に活動する事になった。

## 略歴
- 1979年 : 読売サッカークラブ・ジュニアとして創設
- 1985年 : 休部。
- 1986年 : 活動再開。
- 1987年 : 関東社会人サッカー大会準優勝。関東サッカーリーグ昇格。
- 1988年 : 関東社会人リーグ優勝。第12回全国地域リーグ決勝大会4位
- 1989年 : 関東社会人リーグ優勝。第13回全国地域リーグ決勝大会優勝。日本サッカーリーグ(JSL)2部へ昇格。
- 1990年 : 読売サッカークラブ・ジュニオールに改称。
- 1991年 : 1990-91シーズンJSL2部6位
- 1992年 : 1991-92シーズンJSL2部12位。同年解散。

## 成績
| 年度    | カテゴリ | 順位 | 勝点 | 勝 | 分 | 敗 | 得点 | 失点 | 監督     |
| ------- | -------- | ---- | ---- | -- | -- | -- | ---- | ---- | -------- |
| 1988    | 関東     | 優勝 | 27   | 11 | 5  | 2  | 24   | 11   | 大渕龍介 |
| 1989    | 関東     | 優勝 | 27   | 10 | 7  | 1  | 42   | 11   | 大渕龍介 |
| 1990-91 | JSL2部   | 8位  | 40   | 11 | 2  | 17 | 37   | 38   | 大渕龍介 |
| 1991-92 | JSL2部   | 16位 | 19   | 5  | 4  | 21 | 20   | 55   | 大渕龍介 |

## タイトル

### リーグ戦
- 関東サッカーリーグ1部：2回
  - 1988年、1989年

### カップ戦
- 全国地域リーグ決勝大会：1回
  - 1989年

## 歴代監督
- 相川亮一 1979年-1981年
- 湯浅健二 1981年（監督代行）
- 湯浅健二 1982年
- 奥田卓郎 1983年-1984年
- 鈴木武一 1986年
- 小見幸隆 1987年
- 大渕龍介 1987年（監督代行）
- 大渕龍介 1988年-1992年

## 読売ジュニオールに在籍した主な選手
- ディド・ハーフナー
- 中村忠
- 冨樫剛一
- 河本充弘
- 宮村正志
- 蓮見知弘
- 村田達哉
- 保坂信之
- 阿部良則